# Record de Tunisie du relais 4 × 400 mètres
Le record de Tunisie du 4 × 400 m est actuellement détenu par l'équipe nationale tunisienne chez les hommes, en 3 min 5 s 19, et par l'équipe nationale chez les femmes, en 3 min 41 s 19.

## Hommes

### Équipe nationale
| Athlètes                                                     | Performance  | Lieu  | Date         |
| Ridha Ghali, El Aroussi Titi, Kamel Tabbal, Sofiane El Abidi | 3 min 5 s 19 | Rabat | 18 juin 2005 |

### Club
| Athlètes                                                   | Performance   | Club                               | Lieu  | Date           |
| Ammar Azzouz, Tawfik Turki, Kamel Tabbal, Sofiane El Abidi | 3 min 14 s 87 | Club sportif de la Garde nationale | Radès | 2 juillet 2003 |

## Femmes

### Équipe nationale
| Athlètes                                                   | Performance   | Lieu  | Date         |
| Sana Najeh, Abir Nakhli, Maha Chaouachi, Awatef Benhassine | 3 min 41 s 19 | Radès | 25 juin 2003 |

### Club
| Athlètes                                                  | Performance   | Club           | Lieu  | Date           |
| Abir Nakhli, Badraoui[Qui ?], Aïda Mohsni, Mokadem[Qui ?] | 3 min 55 s 55 | Zitouna Sports | Tunis | 3 juillet 2001 |